# 万德鲁普
万德鲁普（德語：Wanderup）是德国石勒苏益格－荷尔斯泰因州的一个市镇。总面积28.64平方公里，总人口2253人，其中男性1148人，女性1105人（2011年12月31日），人口密度79人/平方公里。